# 界山站
界山站，位于黑龙江省伊春市铁力市桃山镇和朗乡镇交界处，是绥佳铁路的沿线车站，建于1951年。为五等站，本站目前办理客运业务。